# 평균 기도내압
평균 기도내압(mean airway pressure)은 일반적으로 양압(positive-pressure) 기계 환기 중에 적용되는 평균 압력을 나타낸다. 평균 기도압은 폐포 환기, 동맥 산소화, 혈역학적 성능 및 기압상해(barotrauma)와 상관관계가 있다. 흡기 저항과 호기 저항 사이에 차이가 없으면 폐포압과 일치할 수도 있다.

## 같이 보기
- 평균 체혈압